# Arborio
Arborio je italská obec v provincii Vercelli v oblasti Piemont.
K 31. prosinci 2011 zde žilo 939 obyvatel.

## Sousední obce
Ghislarengo, Greggio, Landiona (NO), Recetto (NO), Rovasenda, San Giacomo Vercellese, Sillavengo (NO), Vicolungo (NO), Villarboit